# Bakkendorfia musangae
Bakkendorfia musangae är en stekelart som beskrevs av Mathot 1966. Bakkendorfia musangae ingår i släktet Bakkendorfia och familjen dvärgsteklar. Inga underarter finns listade.